# Хуан Чжэнь
Хуан Чжэнь (кит. трад. 黃鎮, упр. 黄镇, пиньинь Huáng Zhèn; 8 января 1909, Тунчэн, Аньхой, империя Цин — 10 декабря 1989, Пекин, КНР) — китайский военный, государственный деятель и дипломат, министр культуры КНР (1977—1980).

## Биография
В 1925 г., по окончании школы, поступил в Шанхайский колледж искусств по специальности «живопись». Он не сумел завершить свое обучение, поскольку из-за участия в студенческом движении был исключен из колледжа. Затем был принят в Шэньянский университет искусств (Синьхуа университет искусств), после окончания которого работал преподавателем средней школы в своем родном городе. В 1929 г. активно включился в студенческое движение, а через год присоединился к Северо-Западной армии.
В 1931 г, принял участие в восстании в Нинду и вступил в ряды Красной Армии. В 1932 г. вступил в Коммунистическую партию Китая и принял участие в Великом походе китайских коммунистов в 1934 г. В годы Второй японо-китайской войны служил в качестве заместителя командира 129-й дивизии 8-й армии. Затем был переведен в провинцию Хэнань в качестве партийного секретаря в Хубэе, вслед за этим был назначен командующим Тайханшаньского военного округа. В 1948 г. был назначен заместителем председателя Главного политического управления Народно-освободительной армии Китая.
В начале 1950-х гг. был переведен на дипломатическую работу:
- 1950—1954 гг. — посол в Венгрии,
- 1954—1961 гг. — посол в Индонезии. В этом качестве принял участие в Бандунгской конференции в составе делегации, которую возглавил Чжоу Эньлай,
- 1961—1964 гг. — заместитель министра иностранных дел Китайской Народной Республики, являлся специальным представителем по урегулированию китайско-индийского пограничного спора. В 1964 году Хуан служил в качестве посла Китая во Франции,
- 1964—1973 гг. — посол КНР во Франции.

В 1971 г. был отправлен в Соединенные Штаты. В 1973 г. — назначен руководителем отдел связи взаимодействия КНР в Соединенных Штатах.
В 1977—1980 гг. занимал должности министра культуры КНР и одновременно заместителя начальника отдела пропаганды Коммунистической партии Китая.
С 1982 г. находился на пенсии. Входил в качестве постоянного члена в состав Центральной комиссии советников КПК.